# Good Morning Scandinavia
Good Morning Scandinavia var ett svensk- och norskspråkigt morgon-TV-program på Sky Channel som sände en timme varje vardagsmorgon under 1988 som det enda icke-engelskspråkiga programmet på kanalen. Det var det första svenskspråkiga morgon-TV-programmet som gick på vardagar. Tittarsiffrorna beräknades till mellan 900 000 och en miljon. Programledare var Kari Storækre och Åke Wilhelmsson.